# Los reyes del barrio
Los reyes del barrio fue un programa de televisión producido por Mediaset España en colaboración con La Competencia para el canal de televisión Cuatro. Se emitió entre el 18 de enero y el 28 de febrero de 2018

## Los reyes del barrio: Protagonistas

### Protagonistas
- Moraleja Girls: Gabi, Nohelia y Paula son tres chicas con un alto nivel de vida que viven en el barrio de La Moraleja, Madrid. Sus referentes son Las Kardashian y su objetivo es adentrarse en el mundo de la cosmética.
- Burjassot Flow: Nyno Vargas, Moro Juan y Scorpion son tres chicos de origen gitano que viven en Burjasot (Valencia) y cantan rap. En su caso, intentarán expandir su música mundialmente.
- Raval Queens: Dunaista, Tony y Evans viven en El Raval de Barcelona y el sueño de estas amigas sin prejuicios es convertirse en cover girls.
- Salamanca Style: En el barrio de Salamanca en Madrid habitan Javier, Cris y Fede, quienes se han codeado con la élite social. Se consideran pijos, exquisitos en sus gustos y exclusivos en sus amistades. Juntos intentarán cumplir el sueño de Javier, hacer hueco a su nombre en el mercado internacional del calzado.[1]

## Temporadas

### Temporada 1: 2018
| Programa | Título                 | Día de emisión | Audiencia        | Ref   |
| -------- | ---------------------- | -------------- | ---------------- | ----- |
| 1        | ¡El mundo es nuestro!  | 18/01/2018     | 1 322 000 (8,5%) | [ 2 ] |
| 2        | Welcome to Las Vegas   | 25/01/2018     | 746 000 (5,2%)   | [ 3 ] |
| 3        | Videoclip on fire      | 01/02/2018     | 774 000 (4,7%)   | [ 4 ] |
| 4        | Unbrekeable            | 07/02/2018     | 723 000 (5,1%)   | [ 5 ] |
| 5        | La portada de Interviú | 14/02/2018     | 598 000 (4,6%)   | [ 6 ] |
| 6        | De Miami a Shangay     | 21/02/2018     | 699 000 (4,9%)   | [ 7 ] |
| 7        | I have a dream         | 28/02/2018     | 553 000 (3,7%)   | [ 8 ] |

### Especiales temporada 1
| Programa   | Título                             | Día de emisión | Audiencia      | Ref   |
| ---------- | ---------------------------------- | -------------- | -------------- | ----- |
| Especiales | Lo mejor de 'Los reyes del barrio' | 28/02/2018     | 108 000 (3,5%) | [ 8 ] |

## Audiencia media de la temporada
Estas han sido las audiencias de la temporada del programa Los reyes del barrio:
| Edición                                   | Fecha | Cadena | Episodios | Espectadores | Cuota |
| ----------------------------------------- | ----- | ------ | --------- | ------------ | ----- |
| Los chicos del barrio (Primera temporada) | 2018  | Cuatro | 7         | 774 000      | 5,2%  |